# Saint-Romain (Valais)
Pour les articles homonymes, voir Saint-Romain et Saint Romain.
Saint-Romain est un village de la commune d'Ayent, situé dans le canton du Valais en Suisse.
Le village, organisé autour de son église, est le chef-lieu de sa commune. On y trouve en effet la maison communale d'Ayent, mais aussi divers services administratifs, un cycle d'orientation et des bistrots.
Sa population s'élève à 190 habitants.

## Église
Dédiée à saint Romain d'Antioche, l'église de Saint-Romain fut construite entre 1860 et 1864, puis consacrée en 1867.
L'ancienne église, située au sud du clocher, fut démolie pour être remplacée par l'édifice actuel, bâti sur l’emplacement d'un ancien prieuré datant du XIIe siècle. 
L’église est composée d'une vaste nef rectangulaire et d'un chœur en hémicycle situés au nord du clocher, celui-ci étant le seul vestige de l'ancienne église datant de 1514.
Le clocher a été restauré une première fois en 1687 et une seconde en 1914. L'église, quant à elle, a subi une rénovation entre 1962 et 1967, rénovation qui consista à supprimer l'accès extérieur à la tribune et à la chaire, à rafraîchir les façades ainsi que le sol de l'église, à rénover les bancs et à améliorer l'éclairage.
L'église a été classée monument historique en 1981.